# Halfayapasset
Halfayapasset (arabisk: ممر حلفيا) ligger i Egypten nær grænsen til Libyen. En 180 meter høj, stejl skråning strækker sig i sydøstlig retning fra grænsen ved kysten omkring Sollum med den stejle side vendt mod Egypten. Halfaya Passet ligger ca. 3 km fra kysten og fungerer som en naturlig gennemgangsvej. 

## 2. verdenskrig
Under 2. verdenskrig var den byggede vej op ad skråningen blevet ødelagt, og passet havde stor strategisk betydning. Den eneste måde at komme vestpå ind i Libyen var ved at angribe passet eller at omgå det mod syd.
Efter den 10. italienske armes nederlag den 7. februar 1941 under Operation Compass, blev italienerne forstærket med den tyske enhed Afrikakorpset under Erwin Rommel, og briterne blev tvunget ud af Libyen efter at have efterladt en garnison under belejring i Tobruk. Den 14. april nåede Rommels hovedstyrke Sollum ved den egyptiske grænse og besatte Halfaya-passet. Der fulgte adskillige allierede forsøg på at generobre Halfaya-passet og undsætte Tobruk.
Det første forsøg kom den 15. maj i Operation Brevity. Rommel svarede igen med et modangreb, briterne trak sig tilbage, og den 27. maj havde tyskerne igen kontrollen over passet. Forsyningsvanskeligheder tvang tyskerne til at stoppe deres fremrykning, så de gravede sig ned og befæstede deres stillinger ved Halfaya med 88 mm kanoner. Dette var hjørnestenen i aksemagternes stillinger, som skulle modstå de allierede under det næste allierede angreb, Operation Battleaxe den 15. juni. Tyske kampvogne var opstillet, så de lokkede de britiske kampvogne hen mod de skjulte 88 mm kanoner, og den forreste linje blev ødelagt på få minutter. 11 ud af 12 britiske kampvogne blev ødelagt, hvilket gav passet øgenavnet "Hellfire Pass". Den allierede kommandør major Miles' sidste melding over radioen lød: "De river mine kampvogne i småstykker". 
Det tredje forsøg, Operation Crusader, blev indledt den 18. november 1941 med et direkte angreb på Halfaya Passet og et forsøg på at omgå Rommel mod syd og undsætte Tobruk. Dette lykkedes den 29. november, og Rommel, som nu var under pres, trak sig tilbage til El Agheila.
31°30′00″N 25°11′00″Ø / 31.50000°N 25.18333°Ø